# جیمز کانستبل
جیمز کانستبل (انگلیسی: James Constable؛ زادهٔ ۴ اکتبر ۱۹۸۴) بازیکن فوتبال اهل بریتانیا است.
از باشگاه‌هایی که در آن بازی کرده‌است می‌توان به باشگاه فوتبال چیپنهام تاون، باشگاه فوتبال سایرون‌سستر تاون، باشگاه فوتبال هانگرفورد تاون، باشگاه فوتبال ایستلی، باشگاه فوتبال پول تاون، باشگاه فوتبال آکسفورد یونایتد، باشگاه فوتبال کیدرمینستر هاریرس، باشگاه فوتبال والسال، و باشگاه فوتبال شروزبری تاون اشاره کرد.
وی همچنین در تیم ملی فوتبال England C بازی کرده‌است.